# Махинов, Алексей Николаевич
Ма́хинов Алексе́й Никола́евич — советский и российский гидролог, геоморфолог, геоэколог, доктор географических наук (1996), член-корреспондент Российской академии естественных наук (РАЕН), заместитель директора по научным вопросам (1997) ФГБУН «Хабаровский Федеральный исследовательский центр ДВО РАН — обособленное подразделение Института водных и экологических проблем» (ИВЭП ДВО РАН), председатель Хабаровского краевого отделения Русского географического общества (с 2016 по 2025 г.). Член РГО с 1981 года. Живет и работает в Хабаровске.

## Биография
Алексей Николаевич Махинов — родился 11 апреля 1952 года в п. Слобода Бобровского района Воронежской области.
В 1970 году — окончил среднюю школу.
В 1975 году — окончил Московский государственный университет им. М. В. Ломоносова, географический факультет, кафедра геоморфологии. Будучи студентом, с 1973 года участвовал в Колымской экспедиции МГУ, работал техником.
В 1975 году — приехал по направлению в Хабаровск, работал стажером-исследователем в лаборатории геоморфологии Хабаровского комплексного научно-исследовательского института ДВНЦ АН СССР (с 1988 г. — Институт водных и экологических проблем ДВО РАН).
Затем занимал различные должности: младшего научного сотрудника (1976), старшего научного сотрудника (1982), заведующего лабораторией (1987), заместителя директора по научной работе (с 1997 года — по н.в.).
В 1981 году — защитил кандидатскую диссертацию «Строение и развитие склонов со смещающимися базисами денудации (на примере горных районов юга Дальнего Востока)».
В 1996 году — защитил докторскую диссертацию «Современный аллювиально-аккумулятивный морфолитогенез в бассейне Нижнего Амура».
С 1992 года — преподает географические дисциплины: Страноведение, Экономическая география Дальнего Востока, Регионалистика, Опасные природные процессы, Чрезвычайные ситуации на водных объектах, Ноксология, Физическая география материков и океанов, Физическая география России и др. на кафедре инженерных систем и техносферной безопасности в Тихоокеанском государственном университете.
Председатель жюри Хабаровской краевой олимпиады по географии (1999—2018 гг.).
С 2016 по 2025 год — председатель Хабаровского краевого отделения Русского географического общества.

## Научная деятельность
Основные направления научной деятельности:
- геоморфология и эволюционная география,
- геоэкология,
- охрана окружающей среды,
- преподавание географии и распространение географических знаний.

Установил закономерности формирования склонов в условиях смещающихся базисов денудации и выявил механизм седиментации в гумидной зоне.
Разработал концепцию аллювиально-аккумулятивного морфолитогенеза, позволившую выявить ранее неизвестные закономерности в формировании пойменно-русловых комплексов и эволюции пойменных ландшафтов.
Выявил значительную роль припайных и дрейфующих льдов в формировании берегов приливных морей.
Изучил процессы восстановления флювиального рельефа в долинах рек, нарушенных в результате горнодобывающей деятельности.
Руководил выполнением нескольких международных проектов по изучению экологического состояния реки Амур.
Среди них работы по оценке влияния крупных городов на качество воды реки Амур (2003), по экологическому состоянию реки Амур в районе Хабаровского водного узла в связи с проведением комплекса работ по защите левого берега от размыва (2003—2004), по оценке и предотвращению негативных последствий загрязнения Амура при взрыве на химическом комбинате в г. Цзилинь в Китае (2005—2006), инженерно-экологические изыскания по трассе нефтепровода ВСТО (2008—2009), газопровода Сахалин — Владивосток и др. прикладные исследования.
Исследование динамики русловых процессов реки Амур позволило выявить закономерности и интенсивность преобразования русла реки Амур на пограничных участках. Результаты исследований были использованы при проведении российско-китайских демаркационных работ на Амуре и Уссури в конце прошлого века.
Руководитель и участник государственной экологической экспертизы проектов строительства народно-хозяйственных объектов на территории Хабаровского и Приморского краев, Республики Саха (Якутия) и Амурской области, региональных целевых программ «Обеспечение населения Хабаровского края чистой питьевой водой», «Защита от наводнений».
Руководил экспедиционными исследованиями в труднодоступных районах Хабаровского края, Амурской области и северо-восточной части Республики Саха (Якутия), в результате которых были получены новые данные по современной динамике природной среды, используемые для решения конкретных экологических проблем при различных типах природопользования в регионе.
Организовал и возглавил российско-монгольскую экспедицию в Хэнтейское нагорье в Восточной Монголии.
Был участником научных экспедиций на остров Ионы в Охотском море, озеро Мухтель на западном побережье Охотоморья, к устью реки Сунгари, экспедиции по исследованию островов Большой Уссурийский и Тарабаров у Хабаровска, историко-географической экспедиции по поиску Ачанского городка Ерофея Хабарова, и ряд др. экспедиций.
В 2013—2015 гг. — возглавлял работу по изучению последствий катастрофического наводнения на р. Амур в 2013 году. Ученые тогда обследовали участок р. Амур от п. Хинган в ЕАО до с. Богородское в Хабаровском крае.
В 2018—2019 гг. — изучал последствия Бурейского оползня и ледяного цунами на Бурейском водохранилище в Хабаровском крае.
Подготовил 3 кандидатов географических наук.

## Избранные публикации
Опубликовал более 500 научных работ, в том числе 15 монографий и более 100 научно-популярных статей.
- Готванский В. И., Махинов А. Н. Новые данные о распространении следов четвертичного оледенения на Сихотэ-Алине // Известия Всесоюз. геогр. о-ва, 1983. Т. 115, вып. 2. Стр. 154—159.
- Махинов А. Н. Формирование склонов со смещающимися базисами денудации. — Владивосток: ДВНЦ АН СССР, 1985. — 124 с.
- Паневина Г. Н., Махинов А. Н. Мой край. Учебное пособие. — Хабаровск: Изд. дом Частная коллекция, 2000. — 128 с.
- Водно-экологические проблемы бассейна реки Амур / Махинов А. Н. [и др.]. — Владивосток: ДВО РАН, 2003. — 187 с.
- Махинов А. Н. Физическая география Хабаровского края: учебное пособие / Махинов А. Н., Паневина Г. Н. — Хабаровск : Изд. дом Приамурские ведомости, 2003. — 160 с.
- Махинов А. Н. Современное рельефообразование в условиях аллювиальной аккумуляции. — Владивосток: Дальнаука, 2006. — 232 с.
- Геологические достопримечательности России. Азиатская часть. / Махинов А. Н. [и др.]. — М.: ФГУ ЦБИ МПР, 2009. — 192 с.
- Шведов В. Г., Махинов А. Н. Российское землепроходческое движение в Приамурье (XVII век). Историко-географическая ретроспектива. — М.: Изд. дом Академия естествознания, 2011. — 214 с.
- Махинов А. Н., Лю Шугуан. Формирование рельефа русел и берегов рек. — Хабаровск: ДВО РАН, 2013. — 174 с.
- Шевцов М. Н., Караванов К. П., Махинов А. Н., Кулаков В. В., Мордовин А. М., Шамов В. В., Шестеркин В. П., Хе Кан Чер, Вихтенко Е. М. Водные ресурсы горнорудных районов и их преобразование (юг Дальнего Востока). — 2-е изд., перераб. и доп. — Хабаровск: Изд-во Тихоокеан. гос. ун-та, 2013. — 167 с.
- Махинов А. Н., Шевцов М. Н., Акименко Н. Ю. Природные и техногенные чрезвычайные ситуации на водных объектах: учеб. пособие. — Хабаровск: Изд-во Тихоокеан. ун-та, 2015. — 105 с. (ISBN 978-5-7389-1694-6).
- Махинов А. Н. Опасные гидрологические явления на реках Хабаровского края: учеб. пособие. — Хабаровск: Изд-во Тихоокеан. гос. ун-та, 2016. — 115 с.
- Шевцов М. Н., Махинов А. Н., Головкин С. С., Казарбина С. А. Экологический мониторинг водных ресурсов (на примере Хабаровского края). — Хабаровск: Изд-во Тихоокеан. гос. ун-та , 2017. — 244 с.
- Экстремальное наводнение в бассейне Амура в 2013 году: анализ формирования, оценки и рекомендации. / Болгов М. В., Алексеевский Н. И., Гарцман Б. И., Георгиевский В. Ю., Дугина И. О., Ким В. И., Махинов А. Н., Шалыгин А. Л. // География и природные ресурсы. — 2015, № 3. Стр. 17-26.
- Махинов А. Н. Наводнение на Амуре в 2013 году: причины, масштабы, последствия. // Природа. — 2016, № 3. Стр. 26-36.
- Изменение русла реки Амур после наводнения 2013 года. / Махинов А. Н., Завадский А. С., Ким В. И., Чернов А. В., Губарева Е. К. // Известия Русского географического общества. — 2016, т. 148, вып. 3. Стр. 46-61.
- Махинов А. Н. Ульбанский залив. / Махинов А. Н., Крюкова М. В., Пронкевич В. В. // Природа. — 2017, № 8. Стр. 32-43.
- Махинов А. Н. Строение и многолетняя динамика ледяного покрова в нижнем течении реки Амур. / Махинов А. Н., Ким В. И., Матвеенко Д. В. // Лед и снег. — 2018, т. 58, № 1. Стр. 117—126.
- Gurnell A. M., Gregory K. I., Bolton S., Medvedeva L. A., Semenchenko A., Makhinov A. N., Sobota D., Baurer J., Staley K. Bibliography World Literature on Wood in Streams, Rivers, Estuaries and Riparian Areas. — Oregon State University, Corvallis, 2000. — 74 р.

## Награды и премии
- Награжден дипломом лауреата премии им. академика И. П. Дружинина, присуждаемой ученым Дальневосточного отделения Российской академии наук за научные работы в области географии и геоэкологии (2010). Постановление Президиума ДВО РАН от 16 мая 2010 г., № 26.
- Награжден медалью ордена «За заслуги перед Отечеством» II степени (2013). Указ президента РФ № 247 от 19 марта 2013 г.
- Награжден медалью «Участнику ликвидации последствий чрезвычайной ситуации на реке Бурея» (2019)[27]. Приказ заместителя министра обороны РФ Д. В. Булгакова №51 от 4 апреля 2019 года.
- «Заслуженный эколог Хабаровского края» (2019)[28].
- Награжден медалью МЧС России «За содружество во имя спасения» (2020)[29].

## Семья
Отец — Николай Семёнович Махинов, техник-лесовод в Хреновском бору на левом берегу р. Битюг в Воронежской области.
Жена — Александра Фёдоровна Махинова (15.11.1949 г. р.), старший научный сотрудник лаборатории экологии почв ИВЭП ДВО РАН, кандидат географических наук, член РГО с 1976 года.
Дочь Галина, врач-невролог. Сын Константин, врач-невролог.